# Тил
Тил (Tiel, Thiel) — главный город исторической области Бетюве, ныне входящей в нидерландскую провинцию Гелдерланд. С севера и юга зажат реками Линге и Ваал, а на востоке граничит с каналом Амстердам-Рейн. Население — 41,2 тыс. жителей (2007).
Тил, история которого уходит корнями в V век, выиграл от упадка близлежащего Дорестада в IX веке. Он получил городские права в XII столетии и вскоре после того вступил в Ганзейский союз. Из памятников средневековья в городе сохранялось две церкви, одна из которых некогда принадлежала тевтонским рыцарям. Во время Второй мировой войны центр города был разрушен.
Бетюве — центр нидерландского садоводства, поэтому Тил долгое время славился своими фруктовыми сладостями и вареньем. В 1993 году кондитерская фабрика Dе Betuwe, однако, была переведена из Тила в Бреду.